# Ugărcin
Ugărcin (în bulgară Угърчин) este un oraș în Obștina Ugărchin, Regiunea Loveci, Bulgaria.

## Demografie
Componența etnică a orașului Ugărcin
     Turci (1,29%)
     Bulgari (77,01%)
     Romi (6,09%)
     Nicio identificare (15,58%)
La recensământul din 2011, populația orașului Ugărcin era de 2.541 locuitori. Din punct de vedere etnic, majoritatea locuitorilor (77,01%) erau bulgari, existând și minorități de romi (6,09%) și turci (1,29%). Pentru 15,58% din locuitori nu este cunoscută apartenența etnică.